# 平型关
平型关位于中国山西省大同市灵丘县西南白崖台乡，临近忻州市繁峙县东北横涧乡，是明代内长城的一个重要关口。平型关因为中国抗日战争的平型关战役而家喻户晓。

平型关的名字来源于“瓶形”。北宋时期是宋辽国界，称作瓶形寨，金朝时称瓶形镇，明朝时称瓶形岭关，之后改为今名。